# Ecco the Dolphin: Defender of the Future
Ecco the Dolphin: Defender of the Future (венг. Ecco a delfin: a jövő védelmezője — «Дельфин Экко: защитник будущего») — видеоигра, разработанная компанией Appaloosa Interactive (ранее известной как Novotrade International) для консоли Dreamcast и изданная Sega в 2000 году. Версия для PlayStation 2 вышла в 2002 году. Игра является четвёртой частью серии игр о дельфине Экко — Ecco the Dolphin, но сюжетно не связана с серией, хоть и создавалась фактически все той же командой.
Музыку для игры сочинил известный композитор музыки для компьютерных игр Тим Фоллин. Саундтрек состоит из оркестровых композиций, записанных с использованием семплированных музыкальных инструментов, и живого хора. Изначально в игре планировалось использовать саундтрек другого композитора — Аттилы Хегера, который до этого написал музыку для Tides of Time. Но затем издатель пригласил Тима Фоллина. От музыки Хегер, однако, отказались не полностью — она сохранена в скриптовых вставках и видеороликах в игре. На вопрос, что он об этом думает, Хегер равнодушно ответил: «решает всегда клиент».

## Геймплей
Геймплей достаточно похож на предыдущие части серии, за исключением трёхмерности. Экко по прежнему имеет сонар для общения с другими обитателями уровней и вызывания карты местности; механика передвижения очень похожа; присутствуют те же две шкалы — запас здоровья и кислорода; враги атакуются таким же способом — резким ускорением и столкновением с ними. Есть и некоторые изменения и дополнения. Очки здоровья могут быть увеличены путём собиранием особых артефактов (англ. Vitalits); у Экко появились новые движения: поворот на 180 градусов, мгновенная остановка, плавание назад, и другие; также были добавлены различные Силы и Песни, например, «Сила Воздуха» (англ. Power of Air), увеличивающая запас кислорода, или «Песнь Акулы» (англ. Song of the Shark), оглушающая акул. Также в игре сохранилась возможность превращаться в других существ используя «Силу Метаморфоза» (англ. Power of Metamorphosis).
Унаследовал Defender of the Future и высокую сложность своих предшественников. Это отпугнуло множество неопытных или новых игроков и стало основным объектом критики.

## Сюжет
Несмотря на то, что Defender of the Future сюжетно не связан с другими частями, он имеет много схожих моментов: присутствует могущественный инопланетный враг, угрожающий Земле; путешествия во времени и др. Действие игры происходит в альтернативной вселенной, где люди и дельфины живут наравне друг с другом и совместно исследуют космос. Сценарий был написан известным писателем Дэвидом Брином, до этого также создавшем несколько книг о сверхдельфинах, живущих вместе с людьми.
Завязка игры начинается с главы под названием «Остров спокойствия» (англ. Island of Tranquility). Экко, вместе с друзьями-дельфинами и синими китами плавает в море, соревнуясь в ловкости и умении плавать. Одна из китов говорит Экко что сегодня они не могут попасть в Атлантиду, чтобы навестить Стража. Внезапно, Землю атакует корабль-камикадзе Вортекс, разбиваясь о защитный барьер, создаваемый Стражем, он провоцирует кратковременное землетрясение, в результате чего скалы (и с ними проход в Атлантиду) рушатся, а Страж оказывается расколот на части. Сохраняя большую половину себя целой, он тем не менее не способен больше создавать барьер и защищать Землю от вторжения.
С помощью своих друзей, Экко сонаром разрушает камни, завалившие малыша-китёнка, и синий кит помогает ему проплыть в Атлантиду, где Экко сталкивается с опасностями, такими, как акулы, осьминог, перекрывающий проход, злобный гигантский электрический угорь, огромная мурена и т. д. Найдя проход к Стражу, он узнаёт от него, что Вортекс готовят флот к наступлению, и Экко нужно поскорее восстановить его, найдя все осколки и принеся их ему. Однако, даже когда Страж восстановлен, уже слишком поздно. Десант пролетает над морем и изменяет вихрь реальности, вытягивая из дельфинов и других существ разум, милосердие, амбиции и другие чувства, превращая их в сферы. Экко попадает в измененную реальность, где правят машины, созданные людьми.
Во второй главе, называемой «Кошмар человека» (англ. Nightmare of Human), перед Экко встает задача — с помощью трех дельфинов, представляющих в этом мире различные касты — Кримсон, Круг и Ходок, открыть храм, в котором хранится священная Упряжь, помогающая управлять машинами. С помощью молодого дельфина по имени Пилот, Экко находит Приму Кримсонов, и победив её в бою, получает от неё помощь. Открыв двери храма, Экко забирает упряжь и отправляется дальше, в конвейерные дробилки. От некоторых дельфинов он узнаёт, что нужно уничтожить так называемое «Устройство смерти» (англ. Device of the Death),
расположенное на горе, которое контролирует все машины. Пройдя через корабль, наполненный смертельными машинами, Экко сталкивается там с гигантским червём. Победив его, он запускает механизм и попадает в быстрый поток, ведущий прямо внутрь Устройства смерти, представляющий собой некую светящуюся сферу из слоев стекла, подпитываемую щупальцами, торчащими из стен. Уничтожив его, Экко возвращает сферы Разума и Амбиций и снова попадает в новый мир.
Третья глава, называемая «Кошмар дельфина» (англ. Dolphin Nightmare), возвращает Экко в привычный мир, однако и здесь он сталкивается с бедой. Вернувшиеся к дельфинам Разум и Амбиции, без Милосердия, превратили их в злых и высокомерных существ, ставящих своё существование выше всего. Некоторые дельфины обросли шипами и острыми плавниками, овладев магией и наукой, они создали свой Клан (англ. The Clan). Они выселили остальных дельфинов за пределы их территории, жестоко наказывая и пытая их в своих крепостях (так, в одном доме Экко может освободить пленника, пытаемого электричеством). Также, в этом мире есть небесные водные тоннели, называемые «Висячими водами», и огромные пузыри, в которых обитают главы Клана. Экко, получив новый навык от старого дельфина, а также обманув стражников в крепости и получив печать офицера, отправляется в путь по этим водам, однако его путь преграждает огромный спрут, уцепившийся за трубы. Отключив те трубы, за которые держался спрут, Экко скидывает его вниз на землю и плывет, побеждая по очереди трех дельфинов-магов, глав Клана. Один из них обладает способностью превращать своё тело в лед либо огонь, поэтому потолок и пол его пузыря покрыты айсбергами и лавой. Второй может повелевать песком, его пузырь наполнен им и маленькими взрывающимися шариками. И наконец, самый сильный из них, Мутаклон, представляет своеобразную версию злой копии Экко, умея выстреливать красными звездами и создавать двойников. Воспользовавшись его слабостью к магнитной энергии, Экко заманил его внутрь магнитного поля и уничтожил, вернув последнюю сферу.
Последняя глава игры, «Владения Врагов» (англ. Domain of Foe), рассказывает о возвращении Экко в свою родную реальность. Вортекс успели захватить Землю и теперь безраздельно плавают где хотят, адаптируясь под среду моря. В начале, Экко сразу же видит Королеву Вортекс, сидящую по пояс в дне моря. Она производит потомство, и Экко, подняв уровень моря с помощью заткнутых камнем источников, ослепляет её, выколов глаза клювом, и открывает тем самым путь в Инкубатор (англ. The Hatchery). Там, он уничтожает биомеханическую руку, скармливающую еду личинкам и яйцам, и заодно всю кладку. Перед ним встает последняя и самая трудная задача. с помощью сферы Трансфигурации, Экко преодолевает защиту из Флейтистов (змееподобного типа пришельцев, стреляющих лучами при приближении), и пробивается внутрь организма Королевы. Там, под угрозой умереть в прибывающем потоке крови, он взрывает сердце Королевы и уничтожает её и расу Вортекс.
В концовке игры говорится о том, что Экко своими подвигами спас мир и стал бессмертным. Ему воздвигается хрустальная статуя в виде дельфина.

## Оценки
| Сводный рейтинг | Сводный рейтинг | Сводный рейтинг |
| Издание         | Оценка          | Оценка          |
| Издание         | Dreamcast       | PS2             |
| --------------- | --------------- | --------------- |
| GameRankings    | 81,04 %         | 68,50 %         |